# Reyes, Oaxaca
Reyes är en ort i Mexiko.   Den ligger i kommunen San Pedro Pochutla och delstaten Oaxaca, i den sydöstra delen av landet, 500 km sydost om huvudstaden Mexico City. Reyes ligger 219 meter över havet och antalet invånare är 692.
Terrängen runt Reyes är kuperad norrut, men söderut är den platt. Runt Reyes är det ganska tätbefolkat, med 86 invånare per kvadratkilometer. Närmaste större samhälle är San Pedro Pochutla, 8,2 km söder om Reyes. Omgivningarna runt Reyes är en mosaik av jordbruksmark och naturlig växtlighet.